# Enric II de Wittelsbach
Enric XIV de Baviera o II de Wittelsbach, anomenat el Vell (29 de setembre de 1305 - Landshut, 1 de setembre de 1339), fou duc de la Baixa Baviera.

## Família
Era fill d'Esteve I de Baviera o de Wittelsbach i de Jutta Schweidnitz. Els seus avis materns eren Bolkó I, duc de Jawor i Swidnica i Beatriu de Brandenburg. Bolkó era un fill de Boleslau II el Calb duc de Silèsia, i de la seva esposa Hedwiga d'Anhalt. Beatriu era filla del marcgravi d'Otó V de Brandenburg-Salzwedel i de Jutta de Hennenberg.

## Biografia
Després de la mort del seu pare el 1310 es va convertir en duc de la Baixa Baviera, juntament amb el seu germà Otó IV (VI de Baviera), sota la tutela de l'emperador Lluís IV de l'Alta Baviera. Enric va fer costat a Lluís contra Frederic I i es va convertir en candidat a la corona alemanya quan Lluís va considerar temporalment la seva renúncia el 1333.
Els conflictes amb el seu germà Otó IV (mort el 1334) van portar a una virtual divisió de les terres, però el conflicte va seguir la mort d'Otó IV, amb el seu cosí Enric XV de Baviera (fill i successor d'Otó IV), el que va empitjorar la relació entre l'emperador i Enric XIV, i aquest es va aliar amb el seu sogre Joan de Bohèmia. Finalment es va reconciliar amb Lluís IV el febrer de 1339, però va morir uns mesos després de lepra i va ser succeït pel seu fill Joan I, duc de Baviera.

## Matrimoni i fills
- El 12 d'agost 1328, Enric es va casar amb Margarida de Bohèmia filla de Joan I de Bohèmia i d'Isabel de Bohèmia (1292-1330). Van tenir dos fills:

- Joan I, duc de Baviera (29 de novembre de 1329 - 20 de desembre de 1340).
- Enric de Wittelsbach (1330). Va morir en l'any del seu naixement.

A les genealogies també s'esmenta un fill il·legítim anomenat Eberard. No se sap res de la seva mare ni de la seva vida posterior.